# Championnat de Roumanie de football 1983-1984
Navigation
Saison précédente Saison suivante
La saison 1983-1984 du Championnat de Roumanie de football était la 66e édition de la première division roumaine. Le championnat rassemble les 18 meilleures équipes du pays au sein d'une poule unique, où chaque club rencontre tous ses adversaires 2 fois, à domicile et à l'extérieur.
C'est le club du Dinamo Bucarest, double champion en titre, qui termine en tête du championnat et remporte le 12e titre de champion de Roumanie de son histoire. Le Dinamo réussit le doublé Coupe-championnat en battant le Steaua Bucarest en finale de la Coupe de Roumanie.

## Les 18 clubs participants
| - Dinamo Bucarest - FC Bihor Oradea - FC Baia Mare - Promu de Divizia B - Steaua Bucarest - ASA Târgu Mureș - Sportul Studențesc Bucarest - Chimia Râmnicu Vâlcea - Universitatea Craiova - FCM Târgoviște | - FC Petrolul Ploiești - FC Argeș Pitești - FC Olt Scornicești - SC Bacău - FC Rapid Bucarest - Promu de Divizia B - FC Corvinul Hunedoara - SC Jiul Petroșani - FCM Dunărea Galați - Promu de Divizia B - Politehnica Iași |

## Compétition

### Classement
Le classement est établi en utilisant le barème suivant :
- Victoire : 2 points
- Match nul : 1 point
- Défaite, forfait ou abandon : 0 point

| Rang | Équipe                      | Pts | J  | G  | N  | P  | Bp | Bc | Diff |
| ---- | --------------------------- | --- | -- | -- | -- | -- | -- | -- | ---- |
| 1    | Dinamo Bucarest (T) (C)     | 49  | 34 | 19 | 11 | 4  | 69 | 36 | +33  |
| 2    | Steaua Bucarest             | 47  | 34 | 21 | 5  | 8  | 59 | 23 | +36  |
| 3    | Universitatea Craiova       | 43  | 34 | 17 | 7  | 9  | 57 | 27 | +30  |
| 4    | Sportul Studențesc Bucarest | 40  | 34 | 17 | 6  | 11 | 57 | 43 | +14  |
| 5    | FC Argeș Pitești            | 38  | 34 | 17 | 4  | 13 | 42 | 33 | +9   |
| 6    | SC Bacău                    | 35  | 34 | 15 | 5  | 14 | 36 | 47 | -11  |
| 7    | FC Bihor Oradea             | 34  | 34 | 14 | 6  | 14 | 50 | 46 | +4   |
| 8    | Politehnica Iași            | 34  | 34 | 12 | 10 | 12 | 32 | 36 | -4   |
| 9    | Chimia Râmnicu Vâlcea       | 34  | 34 | 14 | 6  | 14 | 40 | 50 | -10  |
| 10   | FC Olt Scornicești          | 33  | 34 | 11 | 11 | 12 | 38 | 27 | +11  |
| 11   | SC Jiul Petroșani           | 33  | 34 | 13 | 7  | 14 | 34 | 47 | -13  |
| 12   | FC Corvinul Hunedoara       | 32  | 34 | 12 | 8  | 14 | 46 | 44 | +2   |
| 13   | FC Rapid Bucarest (P)       | 31  | 34 | 10 | 11 | 13 | 30 | 34 | -4   |
| 14   | ASA Târgu Mureș             | 30  | 34 | 12 | 6  | 16 | 36 | 46 | -10  |
| 15   | FC Baia Mare (P)            | 30  | 34 | 12 | 6  | 16 | 40 | 59 | -19  |
| 16   | FCM Dunărea Galați (P)      | 28  | 34 | 9  | 10 | 15 | 32 | 41 | -9   |
| 17   | Petrolul Ploiești           | 25  | 34 | 9  | 7  | 18 | 33 | 49 | -16  |
| 18   | FCM Târgoviște              | 16  | 34 | 5  | 6  | 23 | 27 | 70 | -43  |

|  | Qualifié pour la Coupe des clubs champions 1984-1985 |
|  | Qualifié pour la Coupe des Coupes 1984-1985          |
|  | Qualifié pour la Coupe UEFA 1984-1985                |
|  | Relégation en Divizia B                              |

## Bilan de la saison
| Tableau d'Honneur                   |                 |
| Compétition                         | Vainqueur       |
| Championnat de Roumanie de football | Dinamo Bucarest |
| Coupe de Roumanie de football       | Dinamo Bucarest |

| Qualifications européennes          |                                                   |
| Compétition                         | Qualifié                                          |
| Coupe des clubs champions 1984-1985 | Dinamo Bucarest                                   |
| Coupe des Coupes 1984-1985          | Steaua Bucarest                                   |
| Coupe UEFA 1984-1985                | Universitatea Craiova Sportul Studențesc Bucarest |

| Promotions et relégations |                                                        |
| Promus en Divizia A       | FC Gloria Buzău FC Brașov Politehnica Timișoara        |
| Relégués en Divizia B     | FCM Dunărea Galați FCM Târgoviște FC Petrolul Ploiești |